# Luigi Carlo di Lorena, principe di Lambesc
Luigi Carlo di Lorena, principe di Lambesc e conte di Brionne (Louis Charles; 10 settembre 1725 – 28 giugno 1761), fu un membro del Casato di Guisa, un ramo cadetto del Casato di Lorena. Si sposò tre volte ed attraverso sua figlia, è un antenato dell'attuale Casa Savoia. Fu Gran Scudiero di Francia e Governatore d'Angiò.

## Biografia

### Infanzia

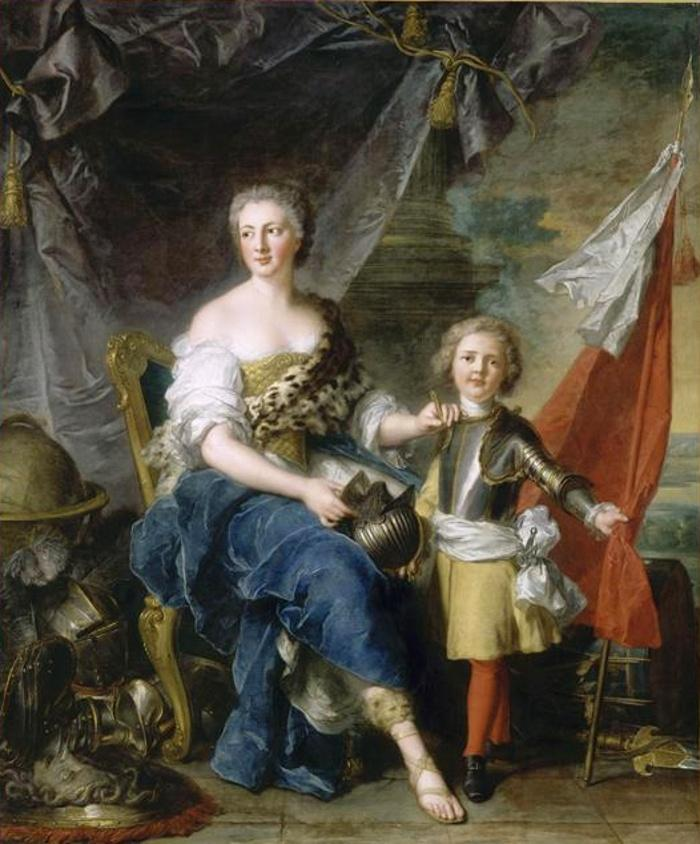
Mademoiselle de Lambesc ed il fratello Louis de Lorraine ritratti da Jean Marc Nattier nel 1732, Palais de Beaux-Arts de Lille

Nato da Luigi di Lorena, principe di Lambesc e sua moglie Jeanne Henriette de Durfort (nipote di Jacques Henri de Durfort de Duras) era il quartogenito della coppia e primo figlio maschio. Attraverso sua madre, era un bis-bis-bisnipote di Henri de La Tour d'Auvergne, duca di Bouillon, padre di Henri de La Tour d'Auvergne, visconte di Turenne. 
La sua famiglia paterna, i Guisa, erano un ramo cadetto del Casato di Lorena, i sovrani duchi di Lorena; in quanto tale Luigi poteva contare il futuro Francesco I, Imperatore del Sacro Romano Impero ed una Regina di Sardegna come cugini.
Denominato conte di Brionne in gioventù, fu in seguito noto come Principe di Lambesc. Durante il periodo in cui fu noto come Conte, fu ritratto dal famoso Jean-Marc Nattier con la maggiore delle sue sorelle Giovanna Luisa (1711–1772).

### Primo matrimonio
Sposò per prima Louise Charlotte de Gramont (1725–1742) denominata Mademoiselle de Guiche prima del suo matrimonio, nipote di Antoine de Gramont il 31 gennaio 1740. La coppia non ebbe figli, Louise Charlotte morì nel 1742. 

### Secondo matrimonio
In seconde nozze sposò Auguste de Coëtquen il 29 dicembre 1744 (1722–1746) da cui non ebbe figli. 

### Carriera militare
Nel gennaio 1740, fu creato gentiluomo delle Gardes Francaises. Nell'aprile dello stesso anno, gli fu dato il governatorato d'Angiò, un ufficio che era stato precedentemente occupato da suo padre.
Nel dicembre 1743 fu creato Gran Scudiero di Francia, un posto che era stato occupato dal lontano cugino Carlo di Lorena; era uno dei Grandi uffici della Corona di Francia e chi lo portava annoverato tra i membri della Casa del Re. La posizione era più o meno equivalente alle posizioni britanniche di Master of the Horse e Crown Equerry.
Luigi XV lo rese brigadiere degli Eserciti del Re nell'aprile 1745 e cavaliere dell'Ordine dello Spirito Santo, il più prestigioso ordine cavalleresco di Francia il 21 maggio 1752.

### Terzo matrimonio

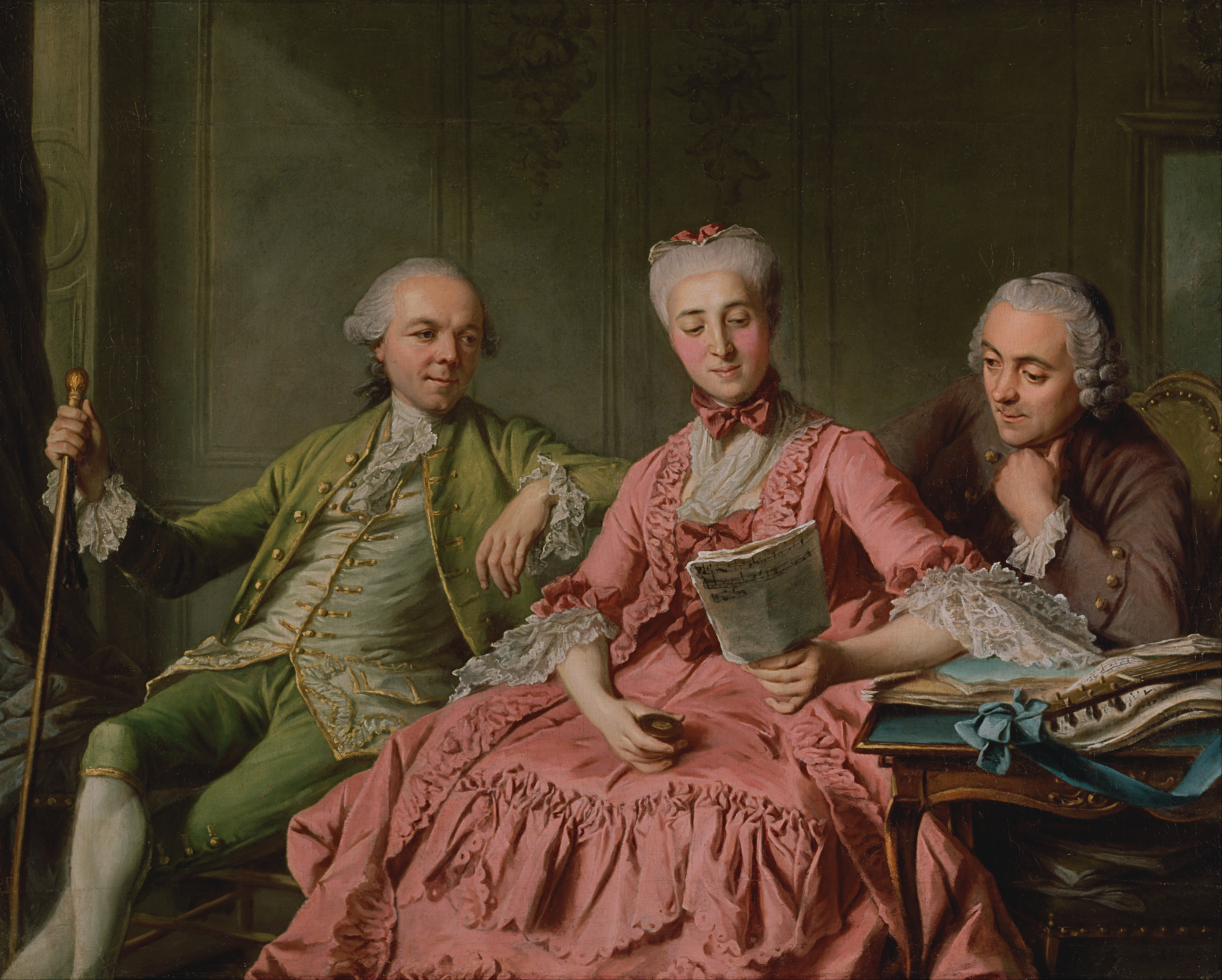
Louise de Rohan-Rochefort ritratta con il Duca di Choiseul ed un altro nobiluomo da Jacques Wilbaut

L'ultima moglie, Louise de Rohan-Rochefort (1734–1815) era la figlia del Principe di Rochefort. La coppia fu unita in matrimonio dell'abbazia di Penthemont a Parigi il 3 ottobre 1748. Il Casato di Rohan, la famiglia di Louise, era una delle famiglie più antiche e più stravaganti di Francia.
Luigi e Louise ebbero quattro figli, solo uno dei quali, Giuseppina, ebbe figli. 

### Morte
Louise de Rohan morì nel 1815, sopravvivendo a suo marito di cinquant'anni. Il Principe morì il 28 giugno 1761.

## Discendenza
Il principe Luigi di Lorena e Louise de Rohan-Rochefort ebbero:
- Carlo Eugenio di Lorena, Principe di Lambesc, Duca d'Elbeuf (25 settembre 1751–11 novembre 1825) sposato, senza figli;
- Giuseppina di Lorena (26 agosto 1753–8 febbraio 1797), sposa il Principe di Carignano;
- Anna Carlotta di Lorena, Mademoiselle de Brionne (11 novembre 1755–22 maggio 1786) nubile;
- Giuseppe di Lorena, Principe di Vaudémont (23 giugno 1759 – 29 marzo 1812)

## Ascendenza
|                                                                       |                                         |                                                       | Genitori                                           |  |  | Nonni |  |  | Bisnonni                |  |  | Trisnonni               |  |
|                                                                       |                                         |                                                       |                                                    |  |  |       |  |  | Louis, conte d'Armagnac |  |  | Henri, conte d'Harcourt |  |
|                                                                       |                                         |                                                       |                                                    |  |  |       |  |  | Louis, conte d'Armagnac |  |  | Henri, conte d'Harcourt |  |
|                                                                       |                                         | Marguerite Philippe du Cambout                        |                                                    |  |  |       |  |  | Louis, conte d'Armagnac |  |  |                         |  |
| Henri, conte di Brionne                                               |                                         |                                                       |                                                    |  |  |       |  |  | Louis, conte d'Armagnac |  |  |                         |  |
|                                                                       |                                         | Catherine de Neufville                                | Nicolas IV de Neufville, duca di Villeroy          |  |  |       |  |  |                         |  |  |                         |  |
|                                                                       |                                         | Catherine de Neufville                                | Nicolas IV de Neufville, duca di Villeroy          |  |  |       |  |  |                         |  |  |                         |  |
|                                                                       |                                         | Catherine de Neufville                                | Marie de Créquy, signora di Mions                  |  |  |       |  |  |                         |  |  |                         |  |
| Louis, principe di Lambesc                                            |                                         | Catherine de Neufville                                |                                                    |  |  |       |  |  |                         |  |  |                         |  |
|                                                                       |                                         | Louis, marchese d'Espinay                             | Philippe Emanuel d'Espinay, marchese di Broons     |  |  |       |  |  |                         |  |  |                         |  |
|                                                                       |                                         | Louis, marchese d'Espinay                             | Philippe Emanuel d'Espinay, marchese di Broons     |  |  |       |  |  |                         |  |  |                         |  |
|                                                                       |                                         | Louis, marchese d'Espinay                             | Madeleine de Warignies                             |  |  |       |  |  |                         |  |  |                         |  |
| Marie-Madeleine d'Espinay                                             |                                         | Louis, marchese d'Espinay                             |                                                    |  |  |       |  |  |                         |  |  |                         |  |
|                                                                       |                                         | Marie Françoise de Cousin                             | Philippe de Cousin                                 |  |  |       |  |  |                         |  |  |                         |  |
|                                                                       |                                         | Marie Françoise de Cousin                             | Philippe de Cousin                                 |  |  |       |  |  |                         |  |  |                         |  |
|                                                                       |                                         | Marie Françoise de Cousin                             | Madeleine de Rouville                              |  |  |       |  |  |                         |  |  |                         |  |
| Louis-Charles, principe di Lambesc                                    |                                         | Marie Françoise de Cousin                             |                                                    |  |  |       |  |  |                         |  |  |                         |  |
|                                                                       | Jacques Henri de Durfort, duca di Duras | Guy Aldonce de Durfort, marchese di Duras e Lorges    |                                                    |  |  |       |  |  |                         |  |  |                         |  |
|                                                                       | Jacques Henri de Durfort, duca di Duras | Guy Aldonce de Durfort, marchese di Duras e Lorges    |                                                    |  |  |       |  |  |                         |  |  |                         |  |
|                                                                       | Jacques Henri de Durfort, duca di Duras | Elisabeth de La Tour d'Auvergne                       |                                                    |  |  |       |  |  |                         |  |  |                         |  |
| Jacques Henri II de Durfort, duca di Duras                            | Jacques Henri de Durfort, duca di Duras |                                                       |                                                    |  |  |       |  |  |                         |  |  |                         |  |
|                                                                       |                                         | Marguerite Félice de Lévis                            | Charles de Lévis, duca di Ventadour                |  |  |       |  |  |                         |  |  |                         |  |
|                                                                       |                                         | Marguerite Félice de Lévis                            | Charles de Lévis, duca di Ventadour                |  |  |       |  |  |                         |  |  |                         |  |
|                                                                       |                                         | Marguerite Félice de Lévis                            | Marie de La Guiche                                 |  |  |       |  |  |                         |  |  |                         |  |
| Jeanne Henriette de Durfort                                           |                                         | Marguerite Félice de Lévis                            |                                                    |  |  |       |  |  |                         |  |  |                         |  |
|                                                                       |                                         | Henri-Robert II Eschalard, conte di La Marck e Braine | Maximilien Eschalard, marchese di Boulaye          |  |  |       |  |  |                         |  |  |                         |  |
|                                                                       |                                         | Henri-Robert II Eschalard, conte di La Marck e Braine | Maximilien Eschalard, marchese di Boulaye          |  |  |       |  |  |                         |  |  |                         |  |
|                                                                       |                                         | Henri-Robert II Eschalard, conte di La Marck e Braine | Louise de La Marck                                 |  |  |       |  |  |                         |  |  |                         |  |
| Louise Madeleine Eschalard de La Marck, contessa di Braine e Serignan |                                         | Henri-Robert II Eschalard, conte di La Marck e Braine |                                                    |  |  |       |  |  |                         |  |  |                         |  |
|                                                                       |                                         | Jeanne de Saveuse-Bouquainville                       | Henri de Saveuse-Bouquainville, barone di Cardonay |  |  |       |  |  |                         |  |  |                         |  |
|                                                                       |                                         | Jeanne de Saveuse-Bouquainville                       | Henri de Saveuse-Bouquainville, barone di Cardonay |  |  |       |  |  |                         |  |  |                         |  |
|                                                                       |                                         | Jeanne de Saveuse-Bouquainville                       | Madeleine Viole                                    |  |  |       |  |  |                         |  |  |                         |  |
|                                                                       |                                         | Jeanne de Saveuse-Bouquainville                       |                                                    |  |  |       |  |  |                         |  |  |                         |  |